# Франків Роман Богданович
Франків Роман Богданович (нар. 22 жовтня 1974, Львів) - український вчений, педагог, дослідник архітектури, культури та історії, кандидат архітектури, доцент кафедри Дизайну та основ архітектури Національного університету «Львівська політехніка» і цифровий художник.

## Наукова діяльність
У 2005 році захистив кандидатську дисертацію на тему "Особливості розвитку української архітектури пострадянського періоду (1991-2001 рр.)" за спеціальністю 18.00.01. Теорія архітектури, реставрація пам'яток архітектури.
Автор більше пів сотні наукових статей в українських та закордоних фахових виданнях, та десятків навчальних та публіцистичних матеріалів на теми сучасної архітектури, культури, дизайну, а також історії архітектури (зокрема архітектури Галичини XII - XIV ст.). Більшість досліджень пов'язані з вивченням закономірностей розвитку архітектури та дизайну в інформаційну епоху, їх зв'язок з медіа, ідентичнсітю та національними наративами. Поєднуючи наукові дослідження з технологіями 3D моделювання і візуалізації здійснив відтворення ряду історичних об'єктів, зокрема міста Дорогичина часів коронації Данила Галицького, пов'язаної з будівельною діяльністю князя Лева Свято-Преображенської церкви у с. Спас, церкви св. Петра у Перемишлі. 